# HMS Hampshire (1903)
Lo HMS Hampshire fu un incrociatore corazzato della Royal Navy britannica, entrato in servizio nel 1905 come parte della classe Devonshire.
Allo scoppio della prima guerra mondiale lo Hampshire si trovava nelle acque dell'Estremo Oriente in forza alla China Station, e servì quindi in operazioni di scorta ai convogli e di caccia alle navi tedesche nelle acque dell'Oceano Indiano. Rientrato in patria all'inizio del 1915, fu assegnato alla Grand Fleet e combatté alla battaglia dello Jutland, anche se non fu particolarmente impegnato.
Il 5 giugno 1916 lo Hampshire lasciò la base di Scapa Flow in Scozia, diretto ad Arcangelo in Russia con a bordo una missione diplomatica capitanata dal feldmaresciallo Horatio Herbert Kitchener, segretario di Stato per la guerra. Al largo di Mainland nelle Isole Orcadi l'incrociatore, intento a navigare in solitaria nel mare in burrasca, urtò una mina navale depositata giorni prima da un U-Boot tedesco: la nave affondò in pochi minuti con la morte di quasi tutti gli uomini imbarcati, tra cui Kitchener ed il suo seguito.

## Storia

### Entrata in servizio
La nave venne impostata il 1º settembre 1902 nei cantieri della Armstrong Whitworth di Elswick, per poi essere varata il 24 settembre 1903 con il nome di Hampshire in onore dell'omonima contea dell'Inghilterra. La nave entrò in servizio il 15 luglio 1905, e fu inizialmente assegnata in forza al 1st Cruiser Squadron della Channel Fleet unitamente alla maggior parte delle unità della sua stessa classe; dopo lavori di revisione al Portsmouth Royal Dockyard nel dicembre 1908, l'incrociatore fu quindi trasferito in forza alla Third Fleet nell'agosto 1909 e posto in riserva. Riportato in armamento nel dicembre 1911, lo Hampshire fu assegnato al 6th Cruiser Squadron della Mediterranean Fleet, ma nel corso del 1912 fu inviato in Estremo Oriente e messo in forza alla China Station.

### La prima guerra mondiale

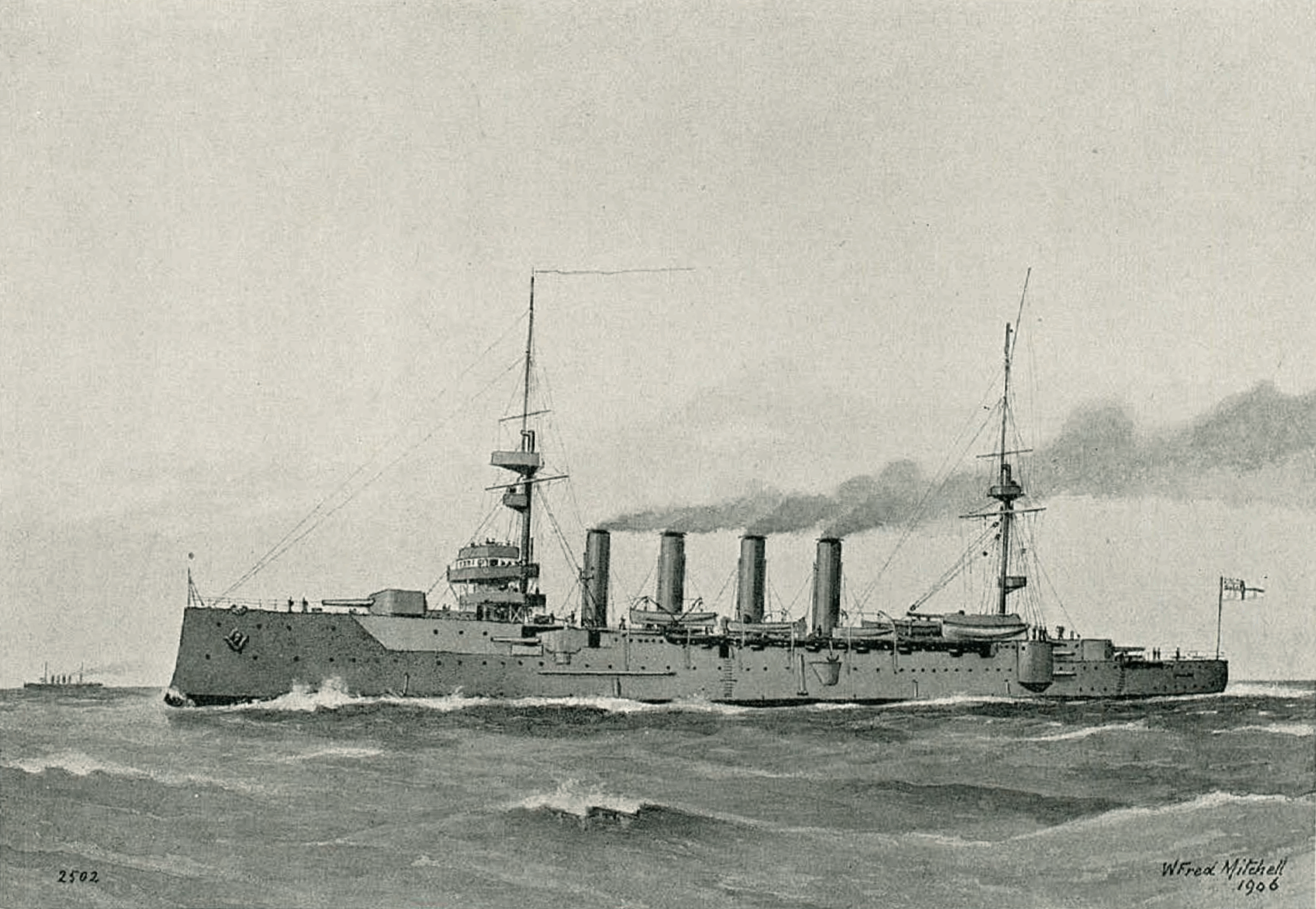
L'incrociatore in navigazione in una stampa del 1906

Allo scoppio della prima guerra mondiale nell'agosto 1914 lo Hampshire stazionava nella base di Wei Hai Wei in Cina, e fu subito assegnato alla piccola squadra del viceammiraglio Martyn Jerram, comandante della China Station. La nave ricevette quindi l'ordine di andare a bombardare la stazione radio che i tedeschi possedevano sull'isola di Yap nelle Caroline in squadra con l'incrociatore corazzato HMS Minotaur e l'incrociatore leggero HMS Newcastle; in rotta per il loro obiettivo, le navi britanniche catturarono l'11 agosto il mercantile tedesco Elspeth e lo affondarono: a corto di carbone per proseguire la missione, lo Hampshire ricevette l'ordine di rientrare a Hong Kong con a bordo l'equipaggio catturato dell'Elspeth. Alla fine di agosto lo Hampshire fu inviato nelle acque delle Indie orientali olandesi a caccia di ulteriori mercantili nemici, facendosi sfuggire di poco l'intercettamento dell'incrociatore leggero tedesco SMS Emden che poté quindi proseguire per la Baia del Bengala, dove nei giorni seguenti mise a segno una serie di successi contro il traffico commerciale britannico. Lo Hampshire fu quindi inviato nell'oceano Indiano per dare la caccia al corsaro tedesco, e rimase in quelle acque fino a novembre quando infine lo Emden fu affondato in uno scontro alle Isole Cocos con l'incrociatore australiano HMAS Sydney.
Lo Hampshire fu quindi impegnato nella scorta dei convogli intenti a trasportare in Egitto le truppe del corpo d'armata australiano e neozelandese (ANZAC); nel dicembre 1914 la nave fu inviata a Gibilterra per un ciclo di lavori di manutenzione, prima di fare ritorno nel Regno Unito per essere messa in forza alla Grand Fleet. Assegnato al 7th Cruiser Squadron nel gennaio 1915, lo Hampshire fu distaccato nel novembre dello stesso anno per svolgere missioni di scorta ai convogli nel Mar Bianco. L'incrociatore rientrò nel Regno Unito giusto in tempo per partecipare, il 31 maggio 1916, a una sortita in massa della Grand Fleet nel Mare del Nord, azione sfociata nella battaglia dello Jutland contro la flotta tedesca: inserito nei ranghi del 2nd Cruiser Squadron, lo Hampshire non fu mai particolarmente coinvolto nella battaglia, limitandosi a sparare quattro salve di artiglieria all'indirizzo dei tedeschi che caddero fuori bersaglio oltre a riferire di un avvistamento di un sommergibile nemico in realtà non presente sul luogo dello scontro.

### L'affondamento

Lo Hampshire nel 1915, visto di poppa e con esposto il gran pavese

Pochi giorni dopo la conclusione della battaglia dello Jutland, lo Hampshire fu designato per imbarcare una delegazione britannica capitanata dal feldmaresciallo Horatio Herbert Kitchener, segretario di Stato per la guerra, diretta dalla Gran Bretagna al porto di Arcangelo per condurre una missione diplomatica nell'Impero russo. A causa delle pessime condizioni meteorologiche nelle acque a nord della Scozia, si decise che lo Hampshire avrebbe navigato attraverso lo stretto di Pentland Firth per poi piegare a nord e procedere lungo la costa occidentale delle Isole Orcadi; questa rotta avrebbe fornito un riparo dai forti venti, consentendo ai cacciatorpediniere di scorta di stare al passo con l'incrociatore. Imbarcati i suoi ospiti, lo Hampshire salpò da Scapa Flow alle 16:45 del 5 giugno, incontrandosi un'ora più tardi con la sua scorta, i cacciatorpediniere classe Acasta HMS Unity ed HMS Victor; come le navi virarono verso nord-est, la burrasca in corso si intensificò e cambiò direzione, al punto che le navi si trovarono a navigare incontro a essa. I cacciatorpediniere iniziarono ben presto a rimanere indietro rispetto all'incrociatore e il comandante dello Hampshire capitano Savil, considerando la minaccia di attacchi di sommergibili nemici come completamente inconsistente viste le pessime condizioni del mare, ordinò tanto allo Unity quanto al Victor di interrompere la missione e rientrare a Scapa Flow.

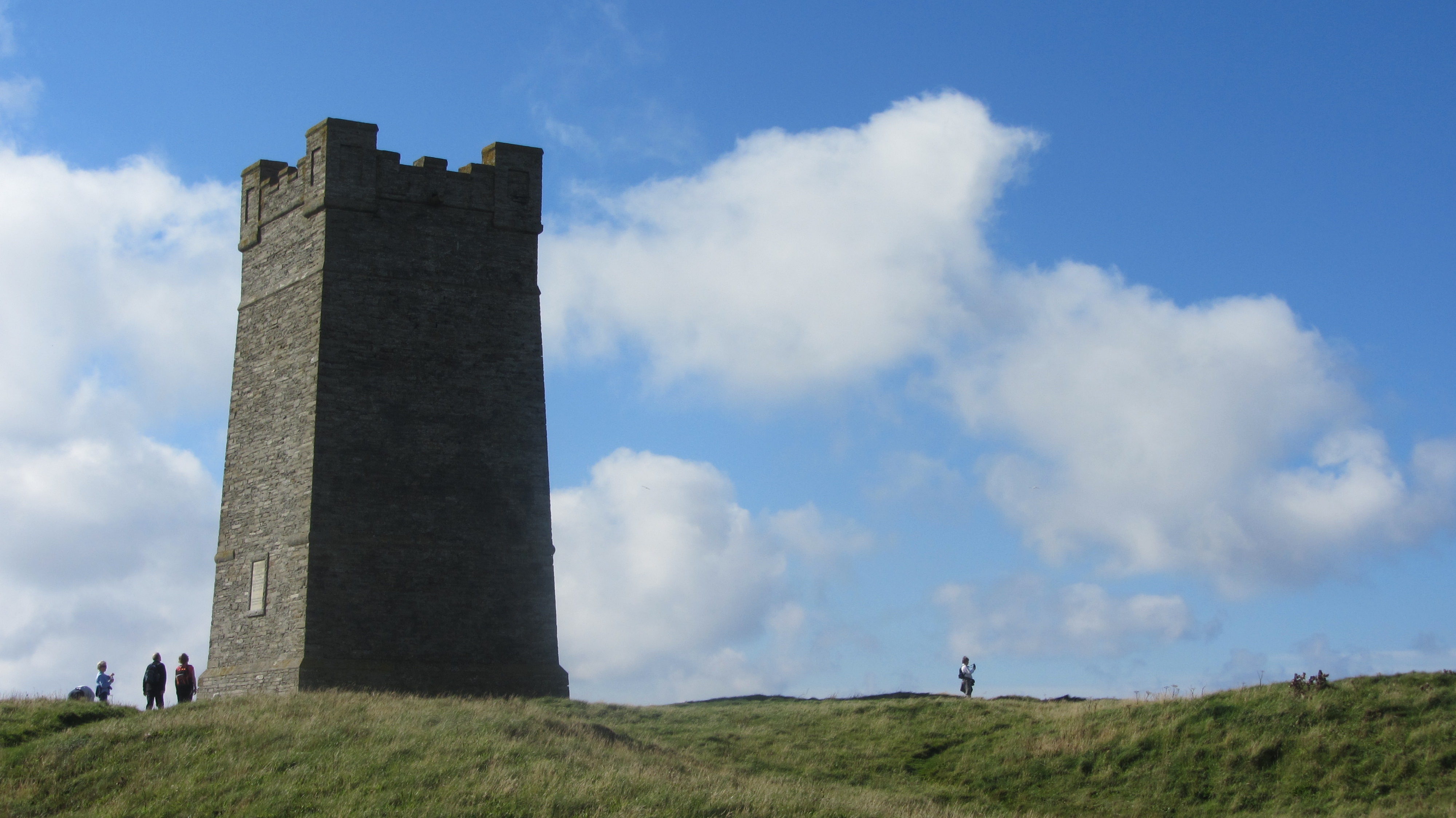
Veduta della Kitchener Memorial Tower, eretta a Marwick Head a Mainland per commemorare le vittime dell'affondamento dello Hampshire

Lo Hampshire si trovava quindi a navigare da solo nel mare in tempesta quando, alle 19:40 di quel 5 giugno, fu scosso da una violenta esplosione e iniziò a sbandare a dritta mentre incrociava a circa 1,5 miglia (2,4 km) dall'isola di Mainland, tra il promontorio di Brough of Birsay e il capo di Marwick Head; l'incrociatore era incappato in una delle mine depositate tra il 28 e il 29 maggio dal sommergibile tedesco U-75, nei giorni precedenti la sortita della flotta tedesca che aveva portato poi allo scontro dello Jutland. La detonazione squarciò lo scafo dell'incrociatore tra la prua e il ponte, e le scialuppe di salvataggio finirono fracassate contro il lato della nave dal mare agitato quando vennero abbassate; nell'arco di appena 15 minuti, lo Hampshire sprofondò sott'acqua di prua. Tra i 735 membri dell'equipaggio e i 14 passeggeri presenti a bordo si contarono appena 12 sopravvissuti, arrivati a terra a bordo di tre zattere Carley; tra le 737 vittime della tragedia si contò anche il feldmaresciallo Kitchener, perito insieme a tutto il personale della missione diplomatica che capitanava.
Ricostruzioni mai del tutto provate indicarono il coinvolgimento dei servizi segreti tedeschi nell'uccisione di Kitchener e nell'affondamento dello Hampshire. Fritz Joubert Duquesne, un boero che serviva la Germania come spia, sostenne di aver avuto un ruolo nell'affondamento dell'incrociatore: assumendo la falsa identità del conte russo Boris Zakrevsky, si sarebbe unito al seguito di Kitchener in Scozia per poi segnalare la partenza dello Hampshire da Scapa Flow a un U-Boot tedesco che avrebbe teso un agguato all'incrociatore; Duquesne sarebbe poi stato evacuato da un altro sommergibile mentre lo Hampshire colava a picco.
Il relitto giace capovolto sul fondo del mare a una profondità di 55-70 metri alle coordinate 59° 7,065' N, 3° 23,843' O; il sito è un sacrario militare protetto dal Protection of Military Remains Act 1986, e l'immersione ai subacquei è vietata se non in possesso di un'apposita licenza. Nel 1983 una delle eliche e parte di uno degli alberi motore della nave vennero recuperati dal fondo del mare e sono oggi in mostra presso lo Scapa Flow Visitor Centre and Museum di Lyness; anche tre dei cannoni a tiro rapido da 47 mm dell'incrociatore vennero recuperati nel 2021, e uno di essi, completamente restaurato, è esposto all'entrata del museo. Una torre venne eretta nel 1926 sul capo di Marwick Head a Mainland con il contributo della popolazione delle Orcadi per commemorare Kitchener e gli uomini dello Hampshire periti con lui.

## Nella cultura di massa
L'affondamento dello Hampshire e la morte di Kitchener sono rappresentati, in forma romanzata e spesso poco fedele alla realtà, nei film How Kitchener Was Betrayed (1921, regia di Percy Nash), Fräulein Doktor (1969, regia di Alberto Lattuada) e The King's Man - Le origini (2021, regia di Matthew Vaughn).